# Mas d'Aussièira
Mas d'Aussièira (en francès Mas-d'Orcières) és un municipi francès situat al departament del Losera i a la regió d'Occitània.